# Santa Cristina d'Aro
Santa Cristina d'Aro és un municipi de la comarca del Baix Empordà.
És un petit poble de la Vall d'Aro (Baix Empordà) a l'encreuament de la carretera de Girona / Barcelona a Sant Feliu de Guíxols i Palamós. És la llar d'un nombre de treballadors a les estacions de vacances properes. El camp de golf Costa Brava es troba als afores de la ciutat.
El municipi inclou el poble medieval de Romanyà de la Selva i el poble de Solius.

## Història
Formava part, com a ens local, de la batllia de la Vall d'Aro, amb seu a Castell d'Aro, que a primers del Segle XIX va esdevenir municipi constitucional. Més endavant, el 1858 es va formar el municipi de Santa Cristina d'Aro a partir de la segregació de quatre termes adscrits fins aleshores a Castell d'Aro: Bell-lloc, Santa Cristina, Solius i Romanyà de la Selva. El terme de Santa Cristina, per la seva situació al centre de la Vall d'Aro i prop de les vies de comunicació amb Sant Feliu de Guíxols i Girona va ser escollit com a cap de municipi.

## Geografia
- Llista de topònims de Santa Cristina d'Aro (Orografia: muntanyes, serres, collades, indrets..; hidrografia: rius, fonts...; edificis: cases, masies, esglésies, etc).

## Entitats de població
| Entitat de població  | Habitants (2023) |
| Santa Cristina d'Aro | 2.796            |
| Salom                | 544              |
| el Vilar             | 514              |
| Bufaganyes           | 453              |
| Romanyà de la Selva  | 416              |
| Roca de Malvet       | 408              |
| Bell-lloc            | 312              |
| Solius               | 103              |
| Canyet               | 77               |
| Camps de Santa Maria | 23               |
| Font: Idescat        |                  |

## Demografia
| 1497 | 1515 | 1553 | 1787  | 1887  | 1900  | 1920  | 1950 | 1970 | 2010  | 2024  |
| 40   | 35   | 34   | 1.023 | 1.155 | 1.069 | 1.101 | 985  | 980  | 5.067 | 5.866 |

## Llocs d'interès
- Llista de monuments de Santa Cristina d'Aro
- Megalits
  - Dolmen del Mas Bou-serenys
  - Dolmen de la Cova d'en Daina
  - Menhir de la Murtra
  - Menhir de Can Llaurador
  - Menhir de la Creu d'en Barraquer, o del Terme Gros
  - Cova dels Moros
  - Cova Sa Tuna
- El Massís de l'Ardenya
- El Massís de les Gavarres
- Serra de les Comes
- Museus
  - La Casa Màgica. Col·lecció Xevi. Museu de la Il·lusió i la Curiositat.[2][3] Format per Xavier Sala Costa. És una masia catalana datada del 1850, seu del Gran Museu de la Màgia, un equipament cultural inaugurat l'any 2002 i gestionat per Xavier Sala i Costa.
  - El Museu de la Sarsuela Enrique Sacristán presenta una col·lecció de peces relacionades amb el món del gènere musical teatral de la sarsuela, així com mostra la vinculació amb el baríton Enrique Sacristán, qui va dedicar la seva vida a aquest gènere líric. Aquesta col·lecció privada permet endinsar al visitant en l'ambient sarsuelístic, així com fer un repàs de les peces més conegudes a través de llibrets, vestuari, cartells, fotografies..., tot un recull d'una vida dedicada al cant.[4]

## Personalitats vinculades
A Bell-lloc, nasqué Baldiri Reixac i Carbó (1703 - Ollers, Vilademuls, 1781), religiós i pedagog, figura important de la cultura catalana del segle xviii.
A Santa Cristina, hi ha nascut en Xavier Sala Costa, conegut com a Xevi, il·lusionista català (1943), i hi va morir el cirurgià badaloní Antoni Trias i Pujol (1892 - 1970). Al Mas Dalmau hi visqué, des de 2005, l'editor José Manuel Lara Bosch (Barcelona, 1946 – 2015), president del Grupo Planeta i d'Atresmedia.
Hi té el taller el dissenyador industrial Mariano Ferrer Thomas (Sant Feliu de Guíxols, 1945). Entre 1934 i 1968, Martí Casals i Echegaray (Mendoza, Argentina, 1903 - Barcelona, 1983) fou metge rural a les entitats del municipi.
Hi visqueren i en reposen al cementiri:
- el metge Josep Trueta i Raspall (Barcelona, 1897 - 1977)
- el polític Ramon Trias Fargas (Barcelona, 1922 - el Masnou, 1989).